# 9-Decen-1-ol
9-Decen-1-ol ist eine chemische Verbindung aus der Gruppe der Alkenole, welche als rosenartiger Aromastoff in Seifen-Parfüms verwendet wird.

## Vorkommen

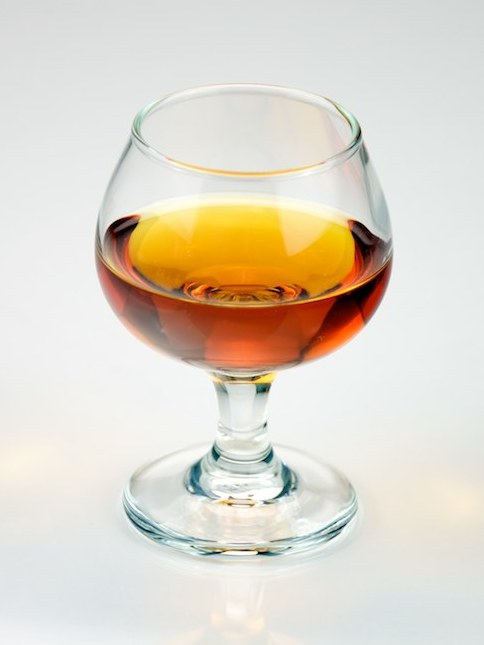
Cognac enthält 9-Decen-1-ol

9-Decen-1-ol kann als Spurenbestandteil in Cognac nachgewiesen werden.

## Eigenschaften
2-Octen-1-ol ist eine farblose Flüssigkeit mit einer frischen, rosenartigen Note.